# Liechtenstein Life
Liechtenstein Life (kurz für Liechtenstein Life Assurance AG) ist eine im Jahr 2008 in Vaduz gegründete Lebensversicherungsgesellschaft. 

## Geschichte
Liechtenstein Life gehört seit 2016 zur digitalen Finanzdienstleistungs-Holdinggesellschaft the prosperity company AG, die zusammen mit ihren Tochtergesellschaften Liechtenstein Life und prosperity solutions mehr als 115.000 Kunden hat, sowie ein Vermögen von über CHF 990 Millionen (Stand Mitte 2024) verwaltet.
Seit Mai 2020 kooperiert Liechtenstein Life mit der Deutschen Unterstützungskasse e.V. (DUK) auf dem Gebiet der Betrieblichen Altersversorgung (bAV).  2023 gründete die Gesellschaft Liechtenstein Life Wealth.

## Eigentümerstruktur
Die Liechtenstein Life Assurance AG gehört zu 100 Prozent der Gruppe the prosperity company AG. Diese wiederum ist seit 2022 zu 70 Prozent in der Hand von Fidelidade – Companhia de Seguros, S.A. und zu 30 Prozent der TPC Management GmbH.

## Standorte
Liechtenstein Life sowie ihre Schwestergesellschaft prosperity solutions haben ihren Hauptsitz in Schaan, Fürstentum Liechtenstein. Zusätzlich hat prosperity solutions zwei weitere Standorte in Berlin, Deutschland und Zürich, Schweiz.
Liechtenstein Life unterliegt der FMA Finanzmarktaufsicht Liechtenstein. Die Kundengelder sind in Liechtenstein als Sondervermögen nach Art. 59a des Versicherungsaufsichtsgesetzes Liechtenstein besonders geschützt. Liechtensteiner Assekuranzunternehmen unterstehen zusätzlich der Kontrolle durch die Europäische Versicherungsaufsicht EIOPA.

## Kritik
Bis 2019 hatte die prosperity solutions AG ein Versicherungsprodukt von Liechtenstein Life auch per Mobile App an Endverbraucher vertrieben. Der Bund der Versicherten kritisierte damals unter anderem die Intransparenz der frei zugänglichen Informationen. Heute dient die optimierte App zur Verwaltung der eigenen Policen.

## Belege
1. ↑  the prosperity company. Unternehmenswebseite, abgerufen am 2. Juli 2020.
2. ↑  Fondsgebundene Rentenversicherungen mit Garantie für alle Arbeitnehmer. Versicherungsmagazin, abgerufen am 29. Mai 2020.
3. ↑  Liechtenstein Life Wealth, auf liechtensteinlife.com/
4. ↑  the prosperity company AG: Pressemitteilung Fidelidade. Abgerufen am 26. September 2022.
5. ↑  Prosperity solutions. In: Unternehmenswebseite. Abgerufen am 13. September 2022.
6. ↑  Versicherungsunternehmen mit Sitz in Liechtenstein. (PDF) FMA Finanzmarktaufsicht Liechtenstein, archiviert vom Original (nicht mehr online verfügbar) am 4. Juli 2020; abgerufen am 2. Juli 2020.
7. ↑  Gesetz betreffend die Aufsicht über Versicherungsunternehmen (Versicherungsaufsichtsgesetz; VersAG) vom 22.02.1996. Liechtensteinisches Landesgesetzblatt, abgerufen am 3. Juli 2020.
8. ↑  Neues aus Liechtenstein. Fonds Professionell, abgerufen am 2. Juli 2020.
9. ↑  Pressemitteilung vom 12.04.2019. Bund der Versicherten (BdV) e.V., abgerufen am 29. Mai 2020.
10. ↑  Prosperity Solutions: Unternehmenswebseite. In: Unternehmenswebseite. prosperity solutions, abgerufen am 13. September 2022.